# Coupe du monde de marche 1985
Navigation
Bergen 1983 New York 1987
La 12e édition de la Coupe du monde de marche s'est déroulée les 28 et 29 septembre 1985 dans les rues de Saint John's, à l'Île de Man.

## Tableau des médailles
| Rang | Nation             | Or | Argent | Bronze | Total |
| ---- | ------------------ | -- | ------ | ------ | ----- |
| 1    | Chine              | 2  | 1      | 0      | 3     |
| 2    | Allemagne de l'Est | 2  | 0      | 1      | 3     |
| 3    | Espagne            | 1  | 0      | 0      | 1     |
| 4    | Union soviétique   | 0  | 3      | 3      | 6     |
| 5    | Italie             | 0  | 1      | 1      | 2     |
| 6    | Canada             | 0  | 0      | 1      | 1     |
|      | Total              | 5  | 5      | 6      | 16    |

## Podiums

### Hommes
| Épreuve                             | Or                                                | Argent                                         | Bronze                                           |
| ----------------------------------- | ------------------------------------------------- | ---------------------------------------------- | ------------------------------------------------ |
| 20 km                               | José Marín Espagne 1 h 21 min 42 s                | Maurizio Damilano Italie 1 h 21 min 43 s       | Viktor Mostovik Union soviétique 1 h 22 min 01 s |
| 50 km                               | Hartwig Gauder Allemagne de l'Est 3 h 47 min 31 s | Andrey Perlov Union soviétique 3 h 49 min 23 s | Axel Noack Allemagne de l'Est 3 h 56 min 53 s    |
| Lugano Trophy - Combiné par équipes | Allemagne de l'Est 234 pts                        | Union soviétique 234 pts                       | Italie 233 pts                                   |

### Femmes
| Épreuve                          | Or                         | Argent                      | Bronze                                                                            |
| -------------------------------- | -------------------------- | --------------------------- | --------------------------------------------------------------------------------- |
| 10 km                            | Yan Hong Chine 46 min 22 s | Guan Ping Chine 46 min 23 s | Olga Krishtop Union soviétique Aleksandra Grigoryeva Union soviétique 46 min 24 s |
| Eschborn Cup - 10 km par équipes | Chine 104 pts              | Union soviétique 98 pts     | Canada 74 pts                                                                     |